# Bulbophyllum gjellerupii
Bulbophyllum gjellerupii är en orkidéart som beskrevs av Johannes Jacobus Smith. Bulbophyllum gjellerupii ingår i släktet Bulbophyllum och familjen orkidéer. Inga underarter finns listade i Catalogue of Life.